# Диас, Симон
Симон Нарсисо Диас Маркес (исп. Simón Narciso Díaz Márquez; 8 августа 1928 — 19 февраля 2014) — венесуэльский композитор и автор-исполнитель.

## Биография
На сцене с 1948 года. Визитной карточкой этого автора-исполнителя является песня 1980 года «Caballo Viejo», которую также исполняли Хулио Иглесиас, Пласидо Доминго и Gipsy Kings («Bamboleo»). В разные годы вёл 12 музыкальных шоу на венесуэльском телевидении. Многие песни Диаса вошли в репертуар Каэтану Велозу. В 1996 году Пина Бауш поставила на музыку Диаса балетное шоу «Только ты». В 2008 г. 80-летнему музыканту была вручена почётная «Латинская Грэмми» за выслугу лет.